# Halloween
Halloween (viết rút gọn từ từ "All Hallows' Eve" - Đêm trước Lễ các Thánh) là một lễ hội truyền thống được tổ chức vào ngày 31 tháng 10 hàng năm, vào buổi tối trước Lễ Các Thánh trong Kitô giáo Tây phương. Đây là ngày bắt đầu Tam nhật Các Thánh (Allhallowtide) – khoảng thời gian trong năm phụng vụ dành để tưởng nhớ những người đã chết, gồm các vị thánh, các vị tử đạo và tất cả các tín hữu trung kiên đã qua đời. Trọng tâm theo truyền thống của Halloween xoay quanh chủ đề sử dụng "sự hài hước và chế giễu để đối đầu với quyền lực của cái chết".
Cách nhìn phổ biến cho rằng nhiều truyền thống của Halloween bắt nguồn từ các lễ hội thu hoạch của người Celt mà có thể mang nguồn gốc ngoại giáo, đặc biệt là lễ hội Samhain của người Gael, và rằng lễ hội này đã được Giáo hội thời sơ khởi Kitô giáo hóa. Tuy nhiên, một số nhà hàn lâm cho thấy rằng Halloween phát triển độc lập với Samhain và chỉ có nguồn gốc Kitô giáo.
Các hoạt động phổ biến trong lễ hội Halloween là trick-or-treat (trẻ con hoá trang đến gõ cửa nhà hàng xóm để xin bánh kẹo), dự tiệc hóa trang, đốt lửa, khắc bí ngô để tạo thành jack-o'-lantern, đớp táo, các trò đùa cợt, xem phim hoặc kể chuyện kinh dị. Ở nhiều nơi trên thế giới, những cử hành Kitô giáo trong ngày lễ Halloween như tham dự lễ nhà thờ và thắp nến trên các ngôi mộ, vẫn còn phổ biến, mặc dù ở các nơi khác, Halloween là một ngày hội mang tính thế tục và thương mại nhiều hơn. Trong lịch sử, một số người Kitô giáo từng kiêng thịt vào đêm Vọng lễ Các Thánh, một truyền thống dẫn đến thói quen ăn những loại thực phẩm nhất định vào đêm canh thức này, bao gồm táo, bánh kếp khoai tây và bánh linh hồn.

## Từ nguyên
Tên gọi Halloween hay Hallowe'en có niên đại từ khoảng năm 1745 và có nguồn gốc Kitô giáo. Từ "Halloween" có nghĩa là buổi tối các thánh. Đây là viết tắt từ thuật từ tiếng Scotland Allhallow-even hay Hallow-e'en, tức All Hallows' Eve trong tiếng Anh (nghĩa là buổi tối vọng Lễ Chư Thánh). Trong tiếng Scotland, từ even hay e'en có nghĩa là chiều tối. Theo thời gian, Hallow e'en trở thành Halloween.
Một số báo chí Việt Nam còn gọi lễ hội hóa trang này là "Ma lộ hình" hoặc "Hóa lộ quỷ", mô phỏng cách phát âm tiếng Anh và gọi ngắn gọn là Lễ hội ma.

## Lịch sử
Nhiều tập tục Halloween ngày nay được cho là chịu ảnh hưởng từ thực hành dân gian của người Celt. Trong số đó, có liên quan nhiều nhất là lễ hội Samhain, tiếng Ireland cổ nghĩa là "kết thúc mùa hè", mừng vụ thu hoạch và đánh dấu sự chuyển mùa. Cho dù có thể mang các yếu tố Pagan giáo không thể phân biệt rạch ròi nhưng Halloween là lễ hội có nguồn gốc Kitô giáo.
Halloween là buổi tối áp lễ Các Thánh ngày 1 tháng 11, theo sau đó là lễ Các Đẳng Linh hồn ngày 2 tháng 11. Ba ngày này được nhóm chung thành Tam nhật Các Thánh, là thời gian dành để tôn kính các thánh nhân và cầu nguyện cho những linh hồn chưa lên thiên đàng. Từ thời Giáo hội sơ khởi, các ngày lễ lớn (như Giáng sinh, Phục sinh và Hiện xuống) đều có cử hành buổi canh thức vào tối hôm trước và lễ Các Thánh cũng như vậy. Ngày lễ Các Thánh, kính nhớ tất cả các thánh nói chung, được các Giáo hội ấn định khác nhau. Một số như Antiochia và Constantinopolis chọn Chủ nhật đầu tiên sau lễ Hiện xuống, Đông Syria thì chọn Thứ Sáu sau lễ Phục sinh. Thánh Ephrem đề cập rằng tại Edessa cử hành vào ngày 13 tháng 5. Giáo hoàng Bônifaciô IV thánh hiến Đền Pantheon dâng kính Thánh Maria và Chư vị Tử đạo cũng vào ngày này.
Việc ấn định ngày 1 tháng 11 trong Giáo hội Tây phương như ngày nay khởi đầu với việc Giáo hoàng Grêgôriô III (731–741) cung hiến một nhà nguyện tại Đền Thánh Phêrô để tôn vinh toàn thể các thánh. Mặc dù đã khá phổ biến dưới thời Charlemagne nhưng đến năm 835 ngày lễ này mới chính thức được ấn định khắp Đế quốc Frank theo một sắc chỉ do Louis Mộ Đạo ban hành, với sự thúc đẩy của Giáo hoàng Grêgôriô IV. Việc chọn ngày 1 tháng 11 thay vì 13 tháng 5 được cho là phần nào đó dựa trên tính thực tiễn để đảm bảo lương thực và y tế cho lượng lớn người hành hương tới Roma.
Lễ Các Thánh được đặt làm lễ buộc trong khắp Tây Âu; nhiều truyền thống trong Tam nhật Các Thánh được phát triển như rung chuông nhà thờ, cầu nguyện cho các linh hồn đang thanh tẩy trong luyện ngục, làm bánh linh hồn ("soul cakes") và chia sẻ cho trẻ em và người nghèo. Vào ngày áp lễ Các Thánh, tại Ireland có tục lệ gõ đập nồi niêu để các linh hồn chịu phạt trong hỏa ngục biết rằng họ không bị quên đi. Tại Pháp, người ta vẽ các bức họa vũ điệu của cái chết (danse macabre) để nhắc nhở về sự phù vân của cuộc đời trần thế. Chủ đề này còn được tái hiện trong các đám rước ở làng và các vở vũ kịch dành cho quý tộc, tại đó người ta hóa trang thành thi hài của nhiều giai tầng xã hội.
Trong thời Cải cách Tin Lành, giáo lý về luyện ngục bị phản đối, do vậy một số tập tục của Halloween bị bãi bỏ. Tại các thuộc địa Bắc Mỹ, trong khi người Anh giáo tại miền Nam và người Công giáo tại Maryland công nhận Lễ Vọng Các Thánh trong lịch phụng vụ thì người Thanh giáo vùng New England chống đối ngày lễ này và các lễ kỷ niệm khác, như Lễ Giáng sinh. Lễ hội Halloween kể từ đầu thế kỷ 19 mang nhiều đặc tính Mỹ, pha trộn và phát triển từ các tục lệ của dân nhập cư, trong khi đó có những tập tục lại bị lãng quên ngay tại nguồn gốc của chúng là châu Âu. Tuy nhiên, so với châu Âu, các truyền thống tôn giáo của Halloween tại Bắc Mỹ bị phai nhạt nhiều hơn. Ngày nay ở nhiều nơi, Halloween chủ yếu mang tính thế tục, giải trí và thương mại.

## Biểu tượng

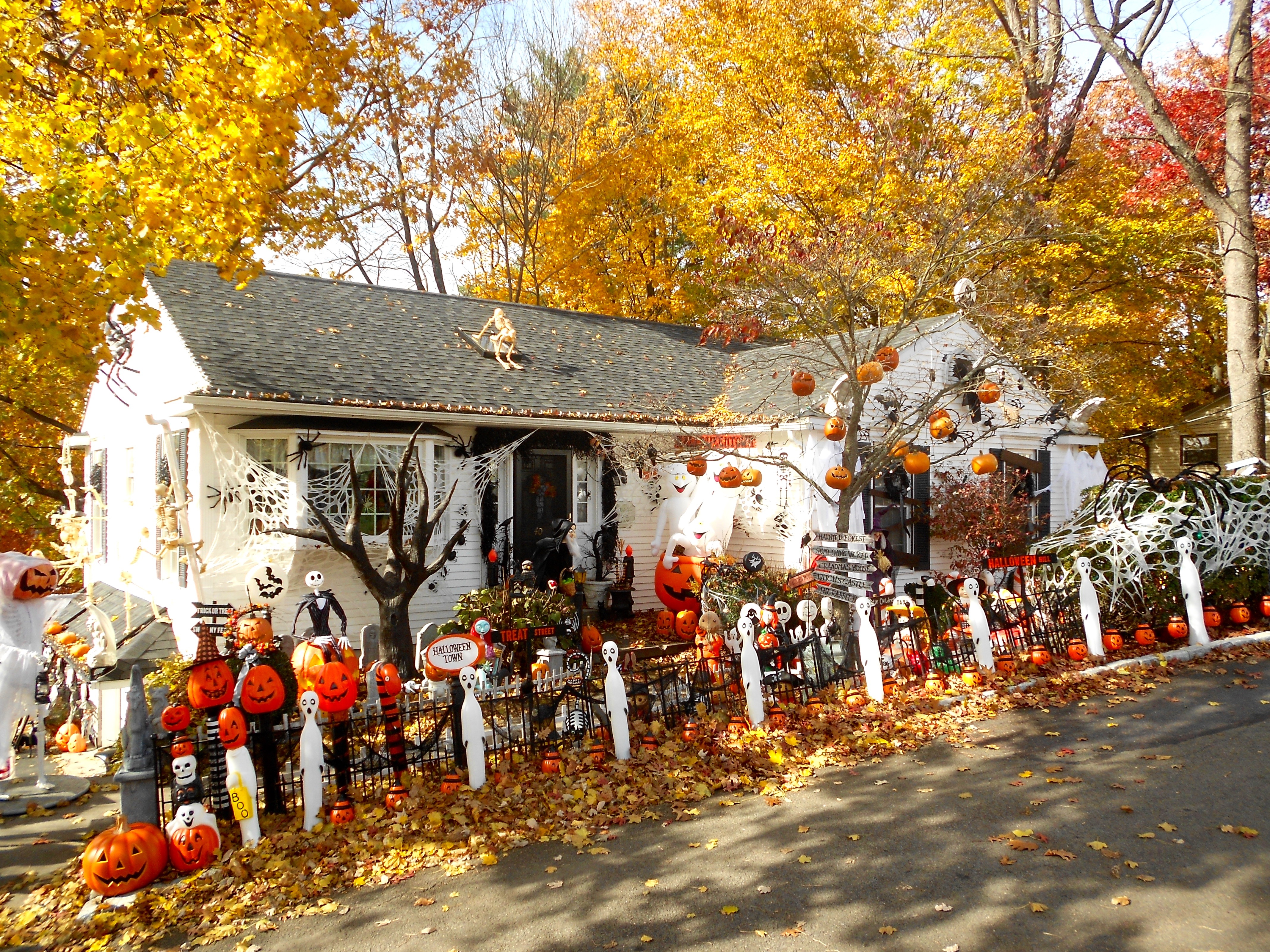
Một ngôi nhà trang trí Halloween, Pennsylvania

Các biểu tượng liên quan đến Halloween được hình thành và phát triển theo thời gian. Ví dụ: Bí ngô được khoét rỗng thành những chiếc đèn lồng hình mặt quỷ, bên trong cắm 1 cây nến như là một cách tưởng nhớ các linh hồn đang chịu tội. Củ cải vốn được sử dụng ở Ireland và Scotland vào dịp Halloween. Những người nhập cư Bắc Mỹ sử dụng bí ngô, thứ sẵn có và lớn hơn nhiều, giúp cho việc khắc trở nên dễ dàng hơn. Truyền thống chạm khắc bí ngô của Mỹ (được ghi lại vào năm 1837) có liên quan tới thời gian thu hoạch nói chung, chỉ trở nên quen thuộc vào giữa đến cuối thế kỷ 19.
Các hình ảnh của Halloween có nguồn gốc từ nhiều nguồn, bao gồm cả thuyết mạt thế, phong tục tập quán, văn học hư cấu Gothic và văn học kinh dị (chẳng hạn như các tiểu thuyết Frankenstein và Dracula), và phim kinh dị kinh điển (chẳng hạn như Frankenstein và The Mummy). Hình ảnh đầu lâu, theo truyền thống của Công giáo, có ý nghĩa như là một sự nhắc nhở về cái chết và tính không bền vững của đời người, từ đó, đầu lâu trở thành hình ảnh thường thấy trong lễ Halloween. Vào dịp này, các ngôi nhà thường được trang trí bằng các biểu tượng có liên quan đến mùa thu như bù nhìn, bí ngô, vỏ ngô với chủ đề chính là về cái chết, quỷ dữ, quái vật thần thoại. Màu sắc chủ đạo là đen và da cam, đôi khi là tím.

## Trick-or-treatcho kẹo- hay-bị-ghẹo :3
Trick-or-treat là một phong tục cho trẻ em vào đêm Halloween. Trẻ em trong trang phục Halloween và xách theo một túi đựng kẹo đi từ nhà này sang nhà khác đòi kẹo, đôi khi đòi tiền bạc với câu hỏi: "Trick-or-treat?" (thường dịch là "lừa hay lộc" hoặc "cho kẹo hay bị ghẹo"). Những đứa trẻ sẽ nghịch ngợm, chọc phá chủ nhà hoặc tài sản của họ nếu họ không cho kẹo.

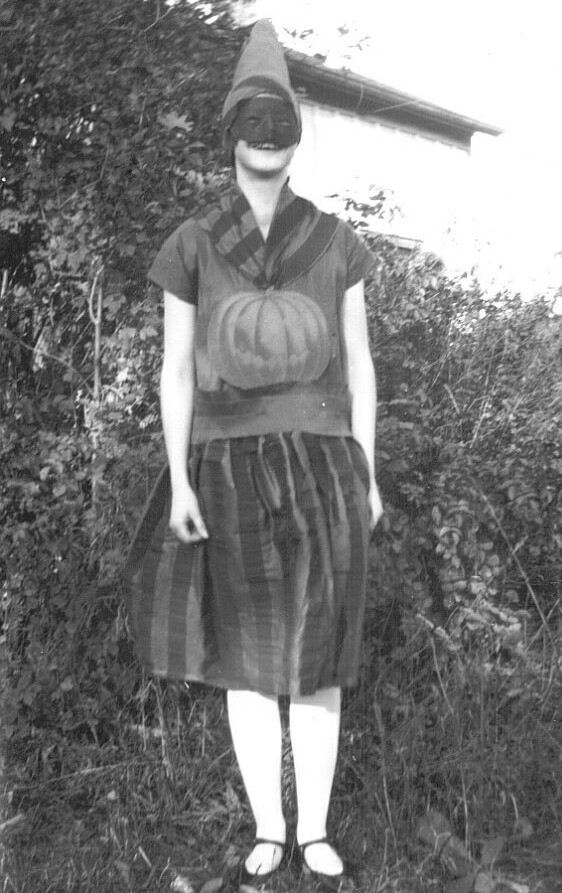
Cô gái trong trang phục Halloween năm 1928 tại Ontario, Canada, tỉnh cùng nơi mà phong tục Halloween guising gốc Scotland được ghi nhận lần đầu tại Bắc Mỹ

Ở Anh từ thời kỳ Trung Cổ cho đến những năm 1930, người ta thực hiện phong tục Kitô giáo của souling vào ngày Halloween, bao gồm các nhóm linh hồn, cả Tin lành và Công giáo, đi từ giáo xứ này đến giáo xứ khác, xin bánh hồn từ người giàu, đổi lại là cầu nguyện cho linh hồn của người tặng và bạn bè của họ. Ở Philippines, phong tục linh hồn được gọi là Pangangaluluwa và được thực hiện vào Đêm Các Thánh giữa các trẻ em ở các vùng nông thôn. Mọi người bọc thân mình bằng áo màu trắng để tượng trưng cho linh hồn và sau đó đến nhà các hộ gia đình, nơi họ hát và đổi lại là sự cầu nguyện và kẹo.
Ở Scotland và Ireland, guising –  trẻ em mặc trang phục và đi từ cửa này đến cửa khác để xin thức ăn hoặc tiền là một phong tục truyền thống của Halloween. Nó được ghi nhận tại Scotland vào Halloween năm 1895, khi những người mặc trang phục và đeo đèn lồng làm bằng củ cải, đến các nhà để được thưởng bằng bánh, hoa quả và tiền. Ở Ireland, cụm từ phổ biến nhất mà trẻ con thường hò reo (cho đến những năm 2000) là "Help the Halloween Party". Phong tục guising tại Bắc Mỹ vào Halloween được ghi nhận lần đầu vào năm 1911, khi một báo ở Kingston, Ontario, Canada, báo cáo về việc trẻ em đi "guising" xung quanh khu vực.
Nhà sử học và tác giả người Mỹ Ruth Edna Kelley đến từ Massachusetts đã viết cuốn sách lịch sử dài đầu tiên về Halloween tại Hoa Kỳ; The Book of Hallowe'en (1919), và đề cập đến phong tục souling trong chương "Hallowe'en in America". Trong cuốn sách của bà, Kelley đề cập đến các phong tục đến từ xa xôi trên đại dương; "Người Mỹ đã nuôi dưỡng chúng, và biến đây thành một trong những ngày tốt đẹp nhất ở nước ngoài. Tất cả các phong tục Halloween tại Hoa Kỳ đều được mượn trực tiếp hoặc điều chỉnh từ các nước khác".
Trong khi tài liệu tham khảo đầu tiên về "ngụy trang" ở Bắc Mỹ xảy ra vào năm 1911, một tài liệu tham khảo khác về nghi lễ ăn xin vào ngày Halloween xuất hiện, không rõ địa điểm, vào năm 1915, với một tài liệu tham khảo thứ ba ở Chicago vào năm 1920.  Việc sử dụng sớm nhất được biết đến trong bản in của thuật ngữ "trick or treat" xuất hiện vào năm 1927, trên Blackie Herald, Alberta, Canada.

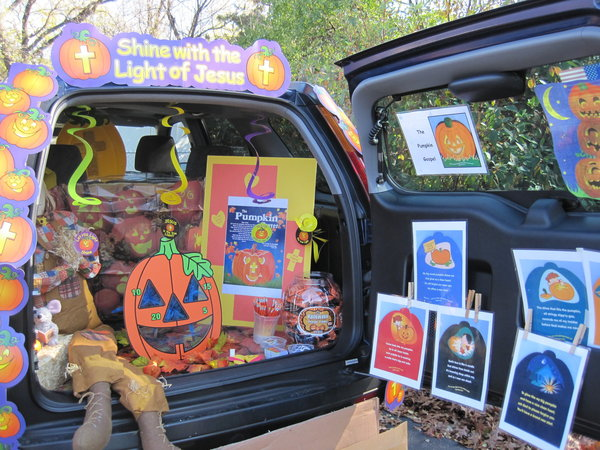
Lòng thùng ô tô tại sự kiện trunk-or-treat tại Nhà thờ St. John Lutheran và Trung tâm Học tập Sớm ở Darien, Illinois

Hàng nghìn thiệp Halloween được sản xuất từ đầu thế kỷ 20 đến những năm 1920 thường hiển thị trẻ em nhưng không phải là trick-or-treating. Trick-or-treating dường như không trở thành một phong tục phổ biến ở Bắc Mỹ cho đến những năm 1930, với sự xuất hiện đầu tiên của thuật ngữ này vào năm 1934 tại Hoa Kỳ, và việc sử dụng lần đầu tiên trong một xuất bản quốc gia vào năm 1939.
Một biến thể phổ biến của trick-or-treating, được gọi là trunk-or-treating (hoặc Halloween tailgating), khi "trẻ em được cung cấp bánh kẹo từ các lòng thùng xe ô tô đậu trong bãi đỗ xe của nhà thờ", hoặc đôi khi là bãi đỗ xe của một trường học. Trong một sự kiện trunk-or-treat, người ta trang trí lòng thùng (hoặc cốp) của mỗi chiếc xe ô tô với một chủ đề cụ thể, như các tác phẩm văn học dành cho trẻ em, phim ảnh, kinh thánh, và các vai trò công việc. Trunk-or-treating đã trở nên phổ biến do được coi là an toàn hơn việc đi từ cửa này đến cửa khác, điều này rất phù hợp với phụ huynh, cũng như việc nó "giải quyết vấn đề nông thôn trong đó các ngôi nhà [cách nhau] một nửa dặm".

## Trang phục

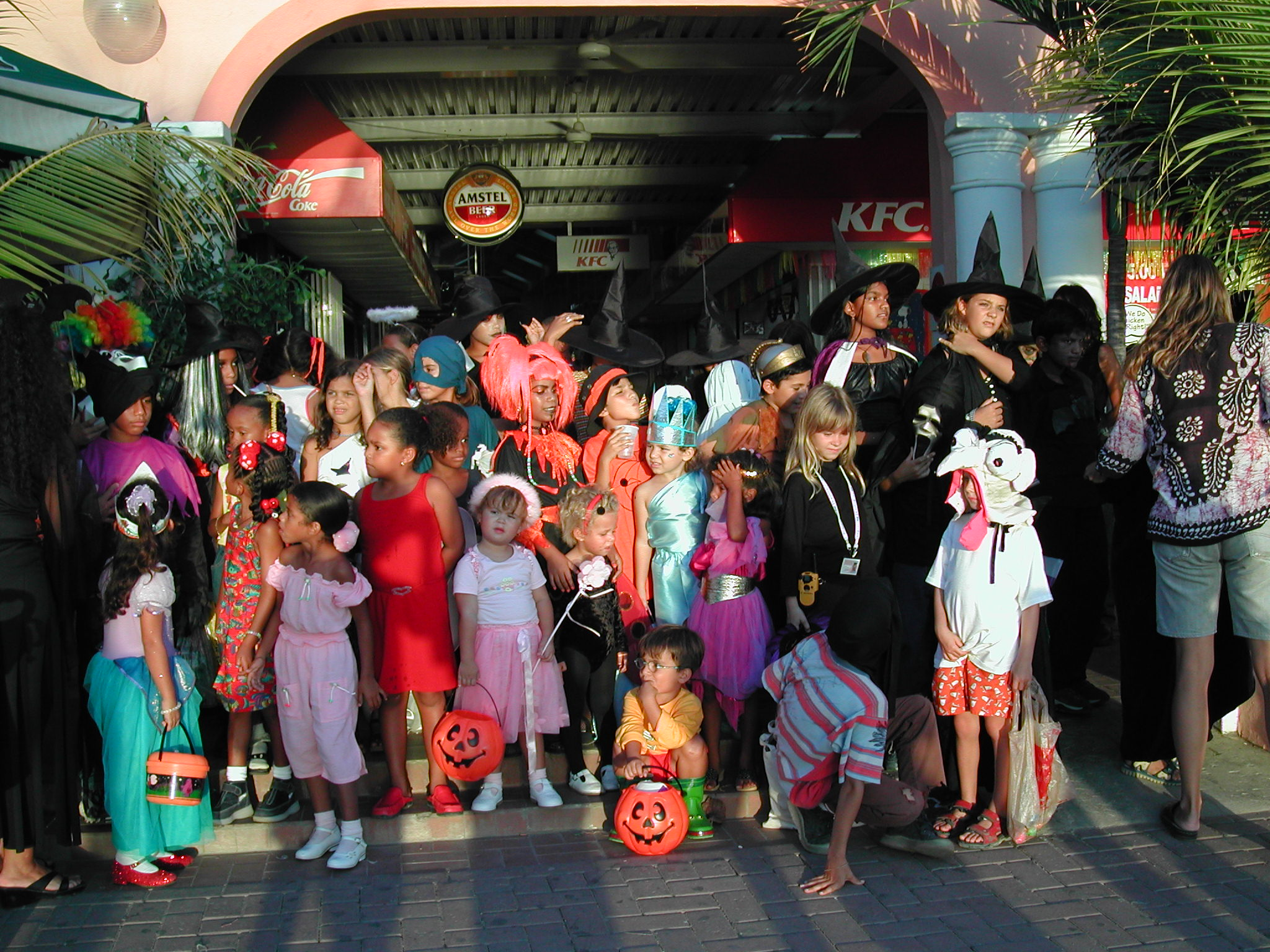
Halloween ở Hà Lan

Trang phục Halloween truyền thống dựa trên hình tượng của các nhân vật siêu nhiên như quái vật, ma quỷ, bộ xương, phù thủy,... Theo thời gian, việc lựa chọn trang phục bao gồm các nhân vật nổi tiếng trong tiểu thuyết, người nổi tiếng, và các nguyên mẫu chung chung như ninja và công chúa. 
Hóa trang trở nên phổ biến ở Scotland vào cuối thế kỷ 19 và tại Mỹ vào đầu thế kỷ 20. Trang phục Halloween xuất hiện lần đầu tiên trong các cửa hàng những năm 1930 khi nghệ thuật hoá trang đã trở nên phổ biến tại Hoa Kỳ. Người Celt cổ xưa tin rằng ranh giới giữa thế giới này và các thế giới khác trở nên mong manh vào dịp Samhain. Vào ngày này, những linh hồn được cho phép (cả hai loại vô hại và có hại) đi qua. Linh hồn của ông bà tổ tiên được mời vào nhà, còn các linh hồn xấu thì bị chặn lại. Người ta tin rằng cách để tránh khỏi những linh hồn độc ác là nên mặc trang phục và đeo mặt nạ. Mục đích của họ là để ngụy trang mình thành một linh hồn tà ác khác và do đó tránh bị làm hại. Ở Scotland, các linh hồn thường xuất hiện dưới hình dạng những người đàn ông trẻ mặc áo trắng đeo mặt nạ, được che khuất hoặc được bôi đen khuôn mặt. Samhain cũng là lúc để dự trữ thực phẩm và để giết mổ gia súc cho các cửa hàng mùa đông. Lửa hội cũng đóng góp một phần lớn trong các lễ hội. Tất cả các đống lửa khác bị dập tắt và mỗi nhà thắp sáng lò sưởi của họ từ lửa trại. Xương gia súc đã bị giết mổ được ném vào đống lửa hội. Đôi khi hai đống lửa sẽ được nhóm gần nhau, và mọi người cùng gia súc của họ sẽ đi giữa chúng như là một nghi thức tẩy rửa. Thông thường, vào ngày Halloween, trang phục loài dơi thường xuất hiện nhiều nhất nhưng cũng có nhiều nhân vật khác được người ta chọn để hóa trang.

## Trò chơi và các hoạt động khác

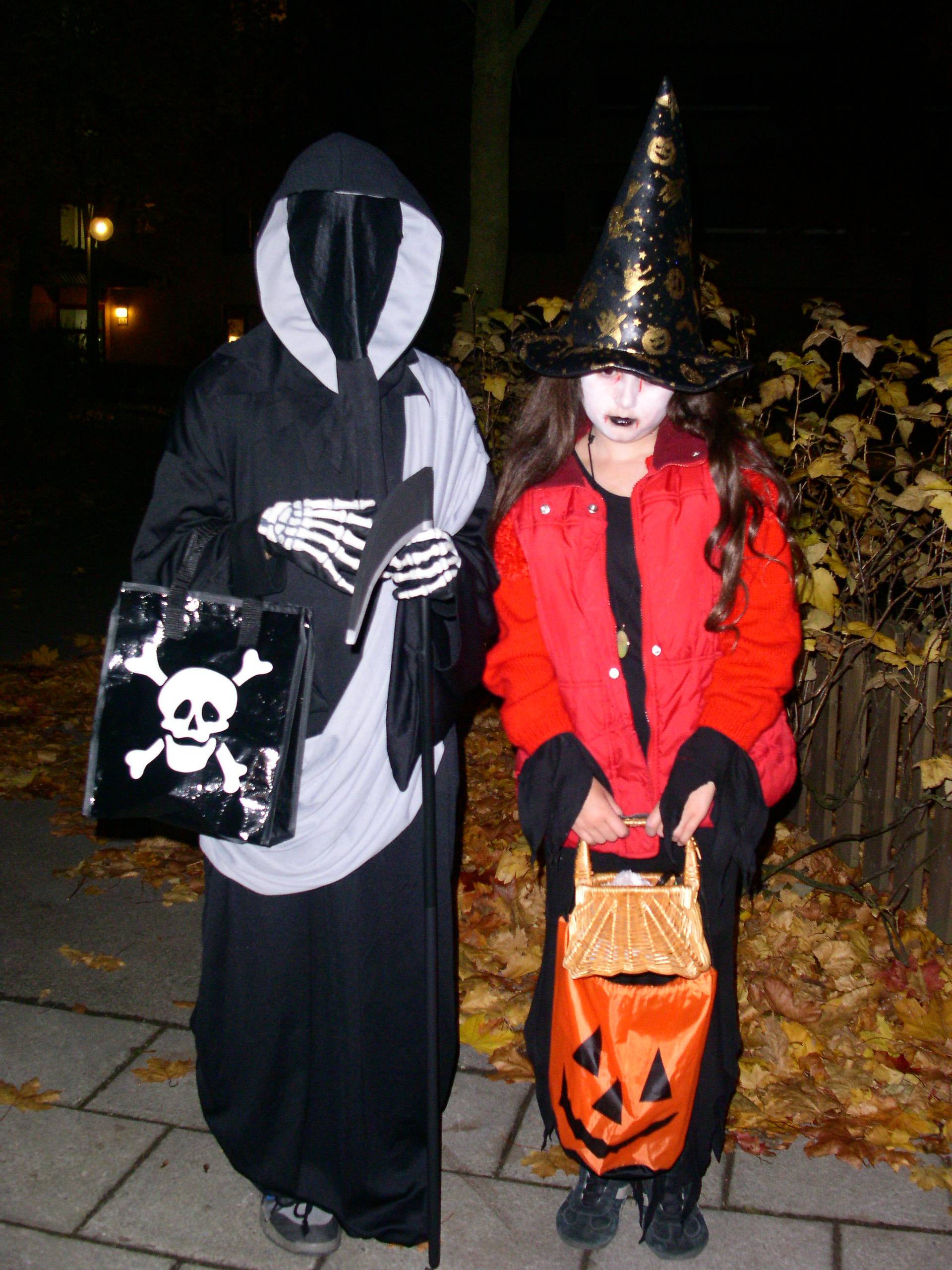
Chơi trò "Trick-or-treat" tại Thụy Điển

Có rất nhiều trò chơi truyền thống trong Halloween. Một trò chơi phổ biến là dunking, hay còn gọi là apple bobbing, trong đó, có những quả táo nổi trong bồn tắm hoặc chậu nước lớn và những người tham gia phải sử dụng răng của họ để gắp 1 quả táo. Một biến thể của dunking liên quan đến quỳ trên một chiếc ghế, giữ một cái dĩa (nĩa) giữa hai hàm răng và cố gắng để thả chúng vào một quả táo. Một trò chơi phổ biến liên quan đến việc treo bánh nướng được phủ mật mía hoặc bao xi-rô lên cây bằng dây và người chơi phải ăn mà không cần sử dụng tay, và điều này chắc chắn sẽ khiến người tham gia trò chơi có một khuôn mặt dính đầy siro.
Một số trò chơi truyền thống chơi tại Halloween là hình thức bói toán. Một hình thức truyền thống tại Scotland là việc bói toán tìm vợ hoặc chồng tương lai của một người: trước tiên gọt vỏ một quả táo thành một dải dài, sau đó quăng vỏ qua vai. Khi vỏ táo rơi xuống đất nó sẽ có hình dạng của chữ cái đầu tiên trong tên vợ hoặc chồng tương lai. Phụ nữ chưa lập gia đình đã nói rằng nếu họ ngồi trong phòng tối và nhìn vào gương vào đêm Halloween, khuôn mặt người chồng tương lai của họ sẽ xuất hiện trong gương. Tuy nhiên, nếu họ chết trước khi kết hôn, một hộp sọ sẽ xuất hiện. Hình thức đó xuất hiện nhiều trên các thiệp chúc mừng từ cuối thế kỷ 19 và đầu thế kỷ 20.
Một trò chơi / mê tín dị đoan được hưởng ứng trong đầu những năm 1900 liên quan đến vỏ quả óc chó. Mọi người sẽ viết các tài sản bằng sữa trên giấy trắng. Sau đó giấy được gấp lại và đặt trong vỏ quả óc chó. Khi vỏ được làm nóng, sữa sẽ chuyển màu nâu do đó những dòng chữ sẽ xuất hiện trên những tờ giấy trắng. Mọi người cũng sẽ đóng vai thầy bói. Để chơi trò này, biểu tượng được cắt ra giấy và đặt trên một đĩa. Một người nào đó sẽ nhập vào một phòng tối và được lệnh đặt bàn tay của mình trên một tảng băng, sau đó đặt nó trên đĩa. "Tài sản" của cô sẽ dính vào tay. Biểu tượng giấy bao gồm: ký hiệu đô la, sự giàu có, nút, độc thân, thimble-spinsterhood, kẹp áo nghèo, gạo, đám cưới, dù cuộc hành trình, rắc rối, 4 lá cỏ ba lá may mắn, tài sản, hôn nhân sớm và nổi tiếng.
Kể câu chuyện ma và xem phim kinh dị Halloween. Tập phim của series truyền hình và đặc biệt theo chủ đề Halloween (đặc biệt thường dành cho trẻ em) thường được phát sóng vào ngày hoặc trước khi kỳ nghỉ, trong khi bộ phim kinh dị mới thường được phát hành rạp trước khi kỳ nghỉ để tận dụng lợi thế của không khí ngày lễ.

## Những món ăn truyền thống

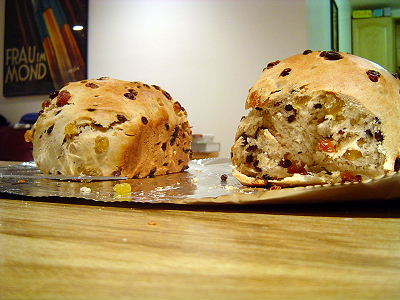
Barmbrack, bánh mì nho khô

Ngày lễ Halloween có những món ăn truyền thống, mang ý nghĩa riêng như kẹo táo, bánh linh hồn, súp bí đỏ, táo caramel, ngô ngọt, barnbrack, colcannon...

## Cử hànhKitô giáo

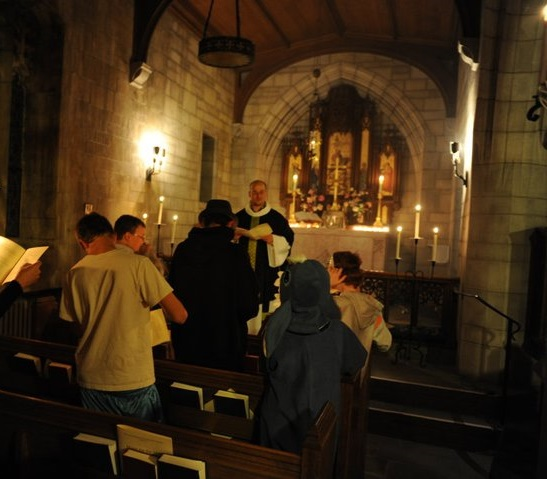
Lễ Vọng Các Thánh tại một nhà thờ Giám nhiệm

Theo truyền thống, Halloween được Kitô giáo cử hành với lễ canh thức. Các Kitô hữu chuẩn bị cho ngày Lễ Các Thánh hôm sau bằng việc ăn chay, cầu nguyện. Sau buổi lễ thường là các hoạt động hội hè, giải trí phù hợp. Người ta cũng thăm viếng nghĩa trang, thắp nến và hoa. Anh giáo vẫn duy trì truyền thống từ Công giáo, trong khi một số hệ phái Tin Lành khác thường kỷ niệm dịp này là Ngày Cải cách Kháng nghị vì Martin Luther đã công khai 95 luận đề vào lễ Vọng Các Thánh. Học sinh nhiều trường học Công giáo tổ chức hóa trang thành các nhân vật Kinh Thánh hay các Thánh nhân. Các tín hữu Chính thống giáo Đông phương cử hành Lễ Các Thánh không cùng ngày với Tây phương mà là vào Chúa nhật đầu tiên sau lễ Ngũ Tuần, thường rơi vào tháng Năm. Với ngày Halloween của Tây phương, Chính thống giáo khuyến nghị cử hành giờ kinh chiều hoặc lễ khẩn cầu các Thánh.